# Lista de prefeitos de Vila Nova do Piauí
Constam a seguir os nomes dos governantes eleitos no município de Vila Nova do Piauí, criado pela Lei Estadual nº 4.810 sancionada pelo governador Mão Santa em 27 de dezembro de 1995 e que realizou sua primeira eleição em 3 de outubro de 1996.

## Prefeitos de Vila Nova do Piauí
| Ordem  | Lista de prefeitos do município | Partido | Início do mandato     | Fim do mandato         | Cidade onde nasceu | Unidade federativa | Notas |
| ------ | ------------------------------- | ------- | --------------------- | ---------------------- | ------------------ | ------------------ | ----- |
| 1º     | Antônio Manoel da Silva         | PSDB    | 1º de janeiro de 1997 | 31 de dezembro de 2000 | Padre Marcos       | Piauí              |       |
| 2º     | Arinaldo Antônio Leal           | PSDB    | 1º de janeiro de 2001 | 31 de dezembro de 2004 | Brasília           | Distrito Federal   |       |
| 2º     | Arinaldo Antônio Leal           | PSDB    | 1º de janeiro de 2005 | 31 de dezembro de 2008 | Brasília           | Distrito Federal   |       |
| 3º     | José Navez da Rocha             | PSB     | 1º de janeiro de 2009 | 31 de dezembro de 2012 | São Julião         | Piauí              |       |
| 4º     | Arinaldo Antônio Leal           | PSB     | 1º de janeiro de 2013 | 31 de dezembro de 2016 | Brasília           | Distrito Federal   |       |
| 5º     | Edilson Edmundo de Brito        | PTB PSD | 1º de janeiro de 2017 | 31 de dezembro de 2020 | Pio IX             | Piauí              |       |
| 5º     | Edilson Edmundo de Brito        | PTB PSD | 1º de janeiro de 2021 | 31 de dezembro de 2024 | Pio IX             | Piauí              | [ 3 ] |
| 6º     | Manoel Bernardo Leal (Belim)    | PDT     | 1º de janeiro de 2025 | Em exercício           | Padre Marcos       | Piauí              | [ 4 ] |
| Fonte: |                                 |         |                       |                        |                    |                    |       |

## Vice-prefeitos de Vila Nova do Piauí
| Ordem  | Lista de vice-prefeitos do município | Partido | Início do mandato     | Fim do mandato         | Cidade onde nasceu | Unidade federativa | Notas |
| ------ | ------------------------------------ | ------- | --------------------- | ---------------------- | ------------------ | ------------------ | ----- |
| 1º     | Tiago José Leal                      | PMDB    | 1º de janeiro de 1997 | 31 de dezembro de 2000 |                    |                    |       |
| 2º     | Raynere da Silva Abreu               | PFL     | 1º de janeiro de 2001 | 31 de dezembro de 2004 |                    |                    |       |
| 3º     | Benício Isidório de Abreu            | PFL     | 1º de janeiro de 2005 | 31 de dezembro de 2008 | Padre Marcos       | Piauí              |       |
| 4º     | Edilson Edmundo de Brito             | PTB     | 1º de janeiro de 2009 | 31 de dezembro de 2012 | Pio IX             | Piauí              |       |
| 5º     | Adão Frutuoso da Silva               | PSB     | 1º de janeiro de 2013 | 31 de dezembro de 2016 | Padre Marcos       | Piauí              |       |
| 6º     | Antônio Tiago Leal                   | PT      | 1º de janeiro de 2017 | 31 de dezembro de 2020 | Padre Marcos       | Piauí              |       |
| 7º     | Manoel Bernardo Leal (Belim)         | MDB     | 1º de janeiro de 2021 | 31 de dezembro de 2024 | Padre Marcos       | Piauí              | [ 3 ] |
| 8º     | Deijano Raimundo de Lima             | PSD     | 1º de janeiro de 2025 | Em exercício           | Alagoinha do Piauí | Piauí              |       |
| Fonte: |                                      |         |                       |                        |                    |                    |       |

## Vereadores de Vila Nova do Piauí
Relação ordenada conforme o número de mandatos exercidos por cada vereador a partir do ano de sua primeira eleição, observado sempre que possível a ordem alfabética.
| Lista de vereadores do município     | Mandatos | Ano da eleição               | Cidade onde nasceu | Unidade federativa |
| ------------------------------------ | -------- | ---------------------------- | ------------------ | ------------------ |
| Severino Francisco de Sousa          | 05       | 2000, 2004, 2008, 2012, 2016 | Padre Marcos       | Piauí              |
| Adão Frutuoso da Silva               | 04       | 1996, 2000, 2004, 2008       | Padre Marcos       | Piauí              |
| Reinaldo Jovelino da Silva           | 04       | 1996, 2000, 2004, 2008       | Padre Marcos       | Piauí              |
| Francisco José de Araújo             | 04       | 2000, 2004, 2008, 2012       | Padre Marcos       | Piauí              |
| Mauro Leal Bento                     | 04       | 2004, 2008, 2012, 2016       | Padre Marcos       | Piauí              |
| Adelino Francisco de Oliveira        | 03       | 1996, 2000, 2016             | Padre Marcos       | Piauí              |
| Antônio Tiago Leal                   | 03       | 2004, 2008, 2012             | Padre Marcos       | Piauí              |
| Luís Acelino da Luz                  | 03       | 2004, 2008, 2012             | Padre Marcos       | Piauí              |
| Roberto Carvalho Moura               | 03       | 2012, 2016, 2020             | Picos              | Piauí              |
| José Manoel de Oliveira              | 02       | 1996, 2000                   | Padre Marcos       | Piauí              |
| Francisco Pedro da Silva             | 02       | 2000, 2004                   | São Julião         | Piauí              |
| Edilson Edmundo de Brito             | 02       | 2004, 2012                   | Pio IX             | Piauí              |
| Adenilda Aldeilde Bento              | 02       | 2012, 2016                   | Alegrete do Piauí  | Piauí              |
| Maria das Dores da Silva Abreu       | 02       | 2012, 2016                   | Padre Marcos       | Piauí              |
| Adonelys de Araújo Silva             | 02       | 2016, 2020                   | Padre Marcos       | Piauí              |
| Deijano Raimundo de Lima             | 02       | 2016, 2020                   | Alagoinha do Piauí | Piauí              |
| Flávio Adão de Sousa                 | 02       | 2016, 2020                   | Padre Marcos       | Piauí              |
| Arinaldo Antonio Leal                | 01       | 1996                         | Brasília           | Distrito Federal   |
| Francisco das Chagas de Sousa Araújo | 01       | 1996                         |                    |                    |
| Francisco Elias da Cruz              | 01       | 1996                         |                    |                    |
| Francisco Severino de Sousa          | 01       | 1996                         |                    |                    |
| Francisco Simão da Silva             | 01       | 1996                         |                    |                    |
| Josefina Francisca Leal              | 01       | 2000                         | Padre Marcos       | Piauí              |
| Teodorio José Leal                   | 01       | 2000                         | São Julião         | Piauí              |
| Eustáquio Pedro de Lima              | 01       | 2008                         | Padre Marcos       | Piauí              |
| Paulo Benício da Silva Abreu         | 01       | 2008                         | Padre Marcos       | Piauí              |
| Dorgivaldo Paulo de Lima             | 01       | 2020                         | Padre Marcos       | Piauí              |
| Enéas Silva Abreu                    | 01       | 2020                         | Picos              | Piauí              |
| Gilberto da Silva Leal               | 01       | 2020                         | Padre Marcos       | Piauí              |
| José Demervaldo de França            | 01       | 2020                         | Padre Marcos       | Piauí              |
| Maria Eliésia de Jesus Sousa         | 01       | 2020                         | Padre Marcos       | Piauí              |
| Fonte:                               |          |                              |                    |                    |